# Yanshi
Koordinaten: 34° 44′ N, 112° 47′ O
Der Stadtbezirk Yanshi (chinesisch 偃師區 / 偃师区, Pinyin Yǎnshī Qū) gehört zum Verwaltungsgebiet der bezirksfreien Stadt Luoyang im Westen der chinesischen Provinz Henan. Das Verwaltungsgebiet des Stadtbezirks Yanshi hat eine Fläche von 948,4 km² und ca. 830.000 Einwohner (Ende 2003). In der Großgemeinde Zhaizhen liegt die Erlitou-Fundstätte der bronzezeitlichen Erlitou-Kultur.

## Administrative Gliederung
Auf Gemeindeebene setzt sich Yanshi aus 13 Großgemeinden und drei Gemeinden zusammen. Diese sind:
- Großgemeinde Chengguan (城关镇), Zentrum, Sitz der Stadtregierung;
- Großgemeinde Shouyangshan (首阳山镇);
- Großgemeinde Dianzhuang (佃庄镇);
- Großgemeinde Zhaizhen (翟镇);
- Großgemeinde Yuetan (岳滩镇);
- Großgemeinde Guxian (顾县镇);
- Großgemeinde Goushi (缑氏镇);
- Großgemeinde Fudian (府店镇);
- Großgemeinde Gaolong (高龙镇);
- Großgemeinde Koudian (寇店镇);
- Großgemeinde Pangcun (庞村镇);
- Großgemeinde Licun (李村镇);
- Großgemeinde Zhuge (诸葛镇);
- Gemeinde Shanhua (山化乡);
- Gemeinde Mangling (邙岭乡);
- Gemeinde Dakou (大口乡).